# Intersección vial

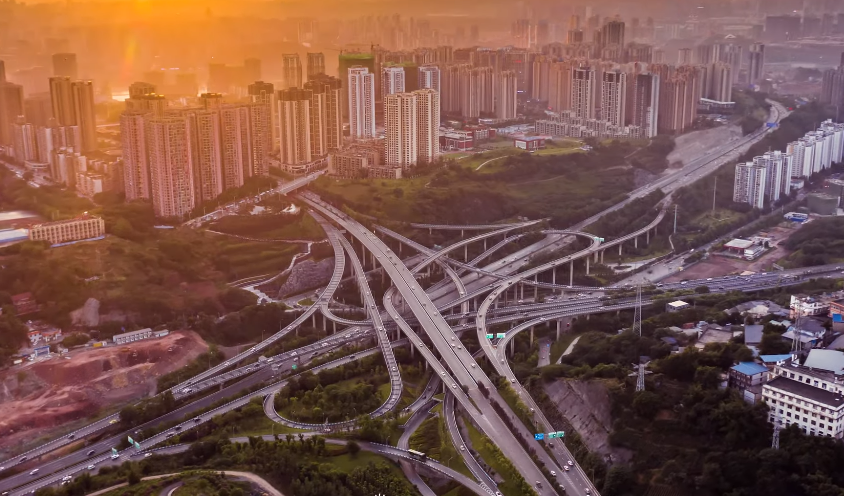
Intersección de varios niveles en Chongqing, China.

Una intersección vial hace referencia a aquellos elementos de la infraestructura vial y de transporte donde se cruzan dos o más caminos. Estas infraestructuras permiten a los usuarios el intercambio entre caminos. El cruce de caminos se puede dar con una intersección a nivel o con una intersección a desnivel. Es importante remarcar que este término también puede hacer referencia a elementos de otros sistemas de transporte, como vías férreas o ciclovías.

## Terminología
Cuando se habla de intersecciones viales a nivel, es frecuente referirse con el término de acceso a la sección vial que ingresa a la zona de conflicto. La zona de conflicto es la suma de las áreas donde se interceptan las trayectorias de los diferentes posibles movimientos. Movimientos se refieren a los posibles destinos que puede elegir un vehículo entrando a la intersección. En general hay cuatro tipos de movimientos: giro a la derecha, movimiento directo, giro a la izquierda y movimiento en “U”. Muy frecuentemente las intersecciones a nivel tienen carriles exclusivos de giro a la derecha o a la izquierda, con el fin de aumentar la capacidad de la intersección y para evitar el bloqueo de otros vehículos por aquellos que están en espera. Esto es conocido en España como abocinamiento porque es un ensanchamiento de la sección regular de la vía al llegar a la intersección que se asemeja a una bocina.

## Intersecciones a nivel

### Intersecciones controladas
Como las intersecciones llevan a que los vehículos que van circulando por diferentes accesos se puedan encontrar simultáneamente (implicando peligro de colisión), las intersecciones a nivel requieren algún tipo de control para que puedan operar de forma segura. Existen diferentes códigos y sistemas de control de intersecciones que permiten prevenir el uso simultáneo de vehículos en movimientos en conflicto. Las más frecuentes son Stop / Pare, ceda el paso y semáforo.
A continuación algunas señales que permiten definir las reglas para operar en la intersección:

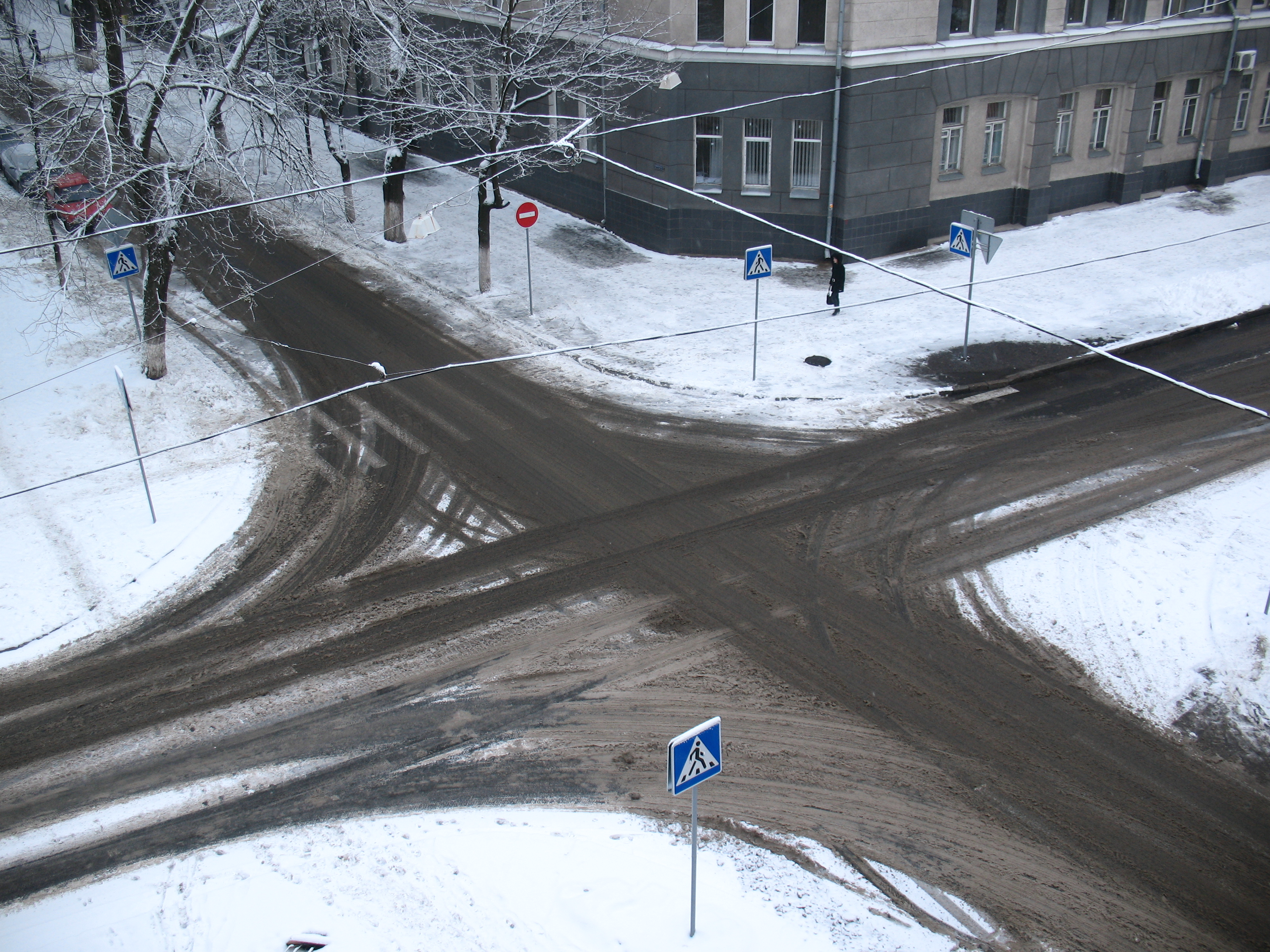
Intersección de caminos en Járkov, Ucrania.

Ceda el paso.
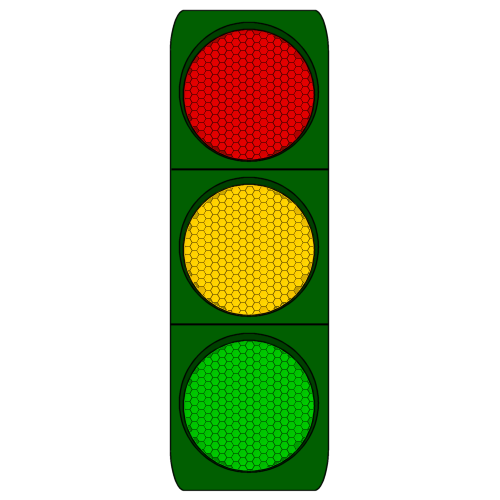
Semáforo.
Stop (usada en Europa).
Pare / Stop (usada en la mayor parte de América del Sur).
Alto (usada en México y América Central).
Rotonda o glorieta (usada en la mayor parte de Europa).
Rotonda o glorieta (usada en la mayor parte de América del Norte).
Calzada con prioridad.
Calzada con prioridad (México)
Intersección a nivel con prioridad.
Intersección a nivel con prioridad de la derecha.
Otra señal de proximidad de cruce a nivel (usada sobre todo en México).

#### Rotondas

Rotonda en funcionamiento.

Dentro de las intersecciones a nivel, está también la glorieta o rotonda. A diferencia de las anteriores, funciona en un movimiento circular en el que los vehículos en el interior de la rotonda tienen preferencia, con lo cual técnicamente y en condiciones normales todos los caminos o vías que llegan a la rotonda tienen la misma preferencia.

### Intersecciones sin control
Existen intersecciones que no tienen ningún tipo de control. Para estas intersecciones existen algunas reglas: Dar la prioridad al primer vehículo que llega, al vehículo que llegue por la derecha (en países en que los conductores vayan por la izquierda la regla puede ser inversa, dando paso a los vehículos que vengan por la izquierda) o al vehículo que transite en una vía pavimentada (cuando se transite por una sin pavimento), estas reglas pueden cambiar de acuerdo al país o región. Estas intersecciones se encuentran exclusivamente a zonas rurales o zonas residenciales e industriales de muy bajo tráfico.

## Intersecciones a desnivel (intercambiadores)

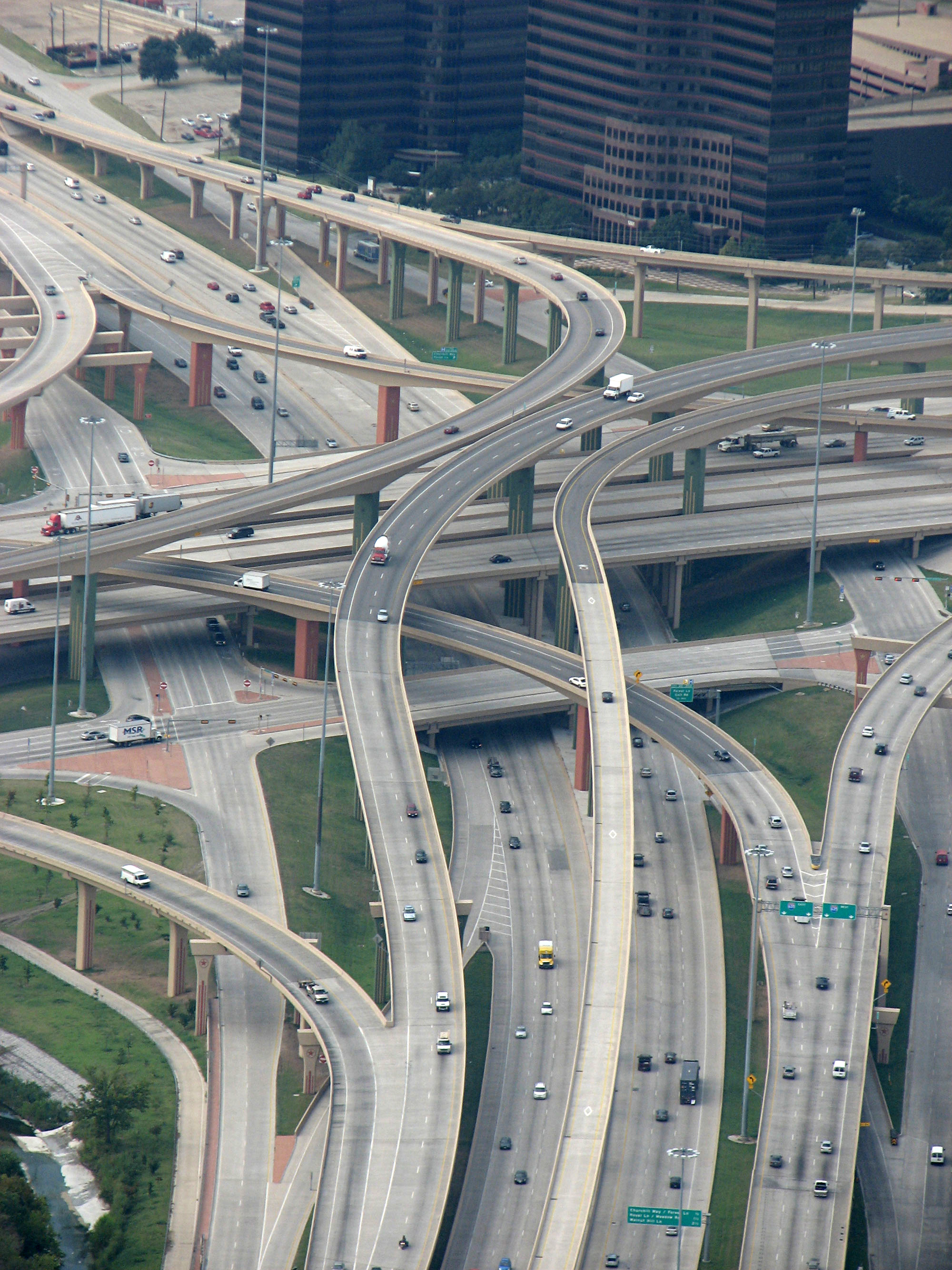
Intersección “High Five” en Dallas, Texas, EE.UU.

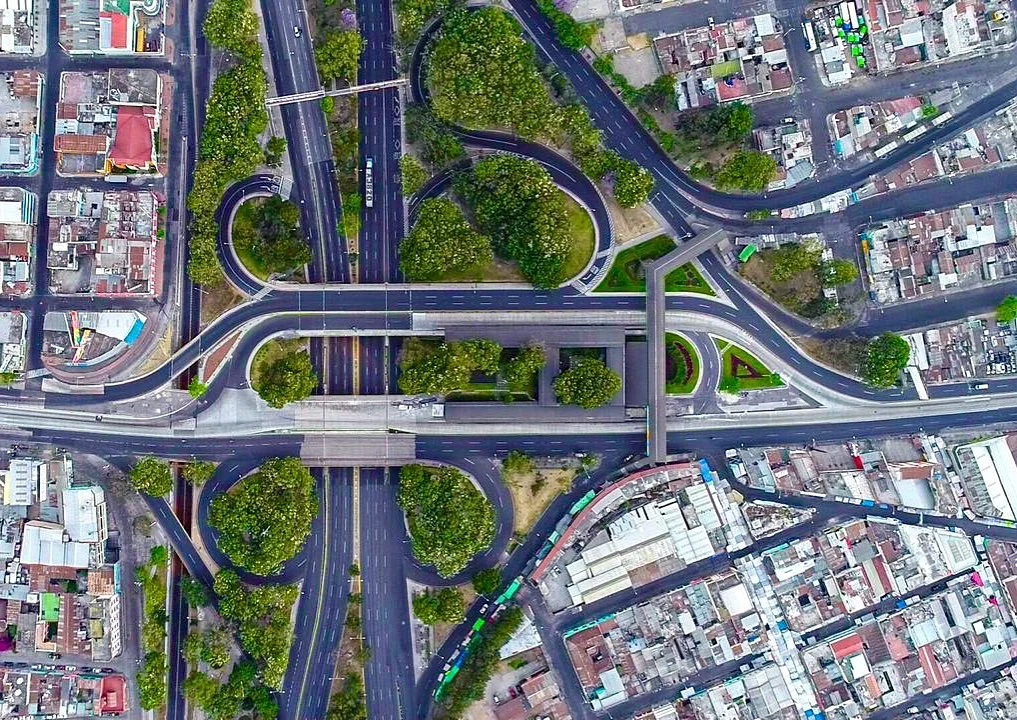
Intersección en forma de Trébol con variaciones en la Ciudad de Guatemala, Guatemala.

Dentro del rango de intersecciones, las intersecciones a distinto nivel son las de mayor capacidad. Se les denominan enlaces o intercambiadores. Se basan en la idea de segregar en diferentes niveles las corrientes en conflicto por medio de túneles o viaductos. Los diferentes niveles en la intersección son interconectados por medio de rampas. Estas conexiones permiten intercambios de caminos. Este tipo de soluciones son utilizadas en vías expresas (donde no se pueden colocar semáforos) y en intersecciones que a nivel no puede prestar un buen servicio. Se debe evaluar muy bien su implementación en casos necesarios debido a las cuantiosas inversiones necesarias.
Existen decenas de posibles intersecciones a desnivel estándar. Dentro de las más frecuentes está el trébol con sus diferentes variaciones. Los tréboles son utilizados cuando el flujo por las dos vías es alto, por ejemplo el cruce de dos autopistas en donde todos los giros (derecha, directo, izquierdo y en U) por todos los accesos se permiten. De forma similar, están las intersecciones en molino y de turbina, pero estas últimas son intersecciones de 3 o más niveles, mientras que el trébol solo requiere elevar uno de los dos caminos en conflicto.

Trébol
Trébol con vías de retorno
Diamante
Diamante modificado
Molino
Glorieta a desnivel
Otro tipo de glorieta a desnivel
Turbina
Maltés
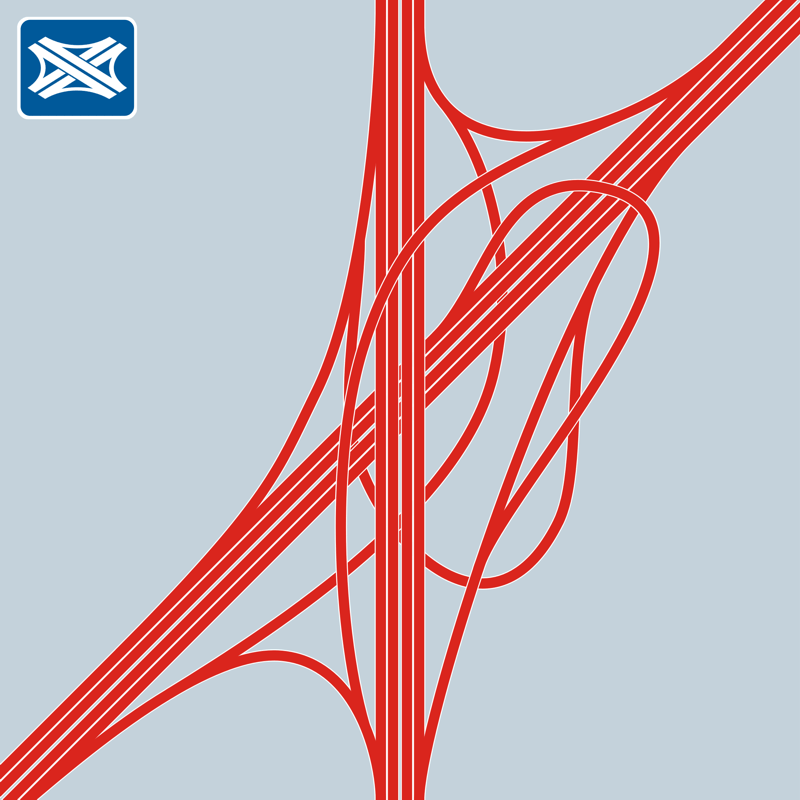
Espagueti

## Conceptos de ingeniería
Las intersecciones viales son de especial interés dentro del estudio de la ingeniería de tránsito, por ser los puntos que generan mayores retrasos dentro de la red.

### Evaluación de intersecciones
Las intersecciones son evaluadas según la calidad del servicio que estén presentando a las diferentes horas del día. Existen procedimientos estandarizados para lograr determinar el nivel de servicio que la infraestructura está presentando. Mientras para las vías de flujo discontinuo, la velocidad permite determinar el nivel de servicio, en las intersecciones son los retrasos (medidos en minutos por acceso) o la longitud de las diferentes filas o colas (en cada acceso).

### Selección del tipo de intersección
El tipo de intersección y de control en la intersección se deciden en un proceso complejo. La razón más frecuente es tráfico que sirve en el presente y servirá en el futuro. Para volúmenes de tráfico bajos, las intersecciones de prioridad (con pare, ceda el paso) son suficientes. Cuando el flujo por la vía principal es mediano, se vuelve complicado para los vehículos de las vías que atraviesan encontrar un espacio entre carros para atravesar o incorporarse. Eso lleva a que se requiera cambiar de control. Usualmente se pasa a semáforo, pero también, dependiendo de las condiciones de la geometría y del tráfico, poner una rotonda. Cuando con estos controles no se puede prestar un buen servicio en la intersección (largas filas y demoras sustanciales) se recomienda construir intersecciones a distinto nivel.